# Urpmi
urpmi – system zarządzania pakietami używany przez dystrybucję Linuksa Mandriva Linux. System urpmi wykorzystuje pakiety RPM.
W skład narzędzi urpmi wchodzą:
- urpme – deinstaluje wybrane pakiety wraz z zależnościami,
- urpmf – wyszukuje pakiety o zadanej zawartości,
- urpmi – instaluje wybrane pakiety,
- urpmq – pozwala na wyświetlenie zawartości bazy pakietów,
- urpmi.{addmedia,removemedia} – pozwala dodawać/usuwać źródła pakietów,
- urpmi.update – aktualizuje wybrane pakiety.

Powyższe programy działają zarówno w trybie linii poleceń, jak i w środowisku graficznym. W środowisku graficznym mogą działać jako niezależne aplikacje lub jako składniki Centrum Sterowania Mandriva – drakconf. Korzystanie z tego narzędzia możliwe jest tylko z konta roota.